# أنت تنتمي إلى المدينة (أغنية)
«أنت تنتمي إلى المدينة» (بالإنجليزية: You Belong to the City)‏ هي أغنية كتبها جلين فراي وجاك تيمبشين، وسجلها فراي خلال مسيرته الفردية. تمت كتابته خصيصًا للمسلسل التلفزيوني ميامي فايس في عام 1985. بلغت الأغنية ذروتها في المرتبة الثانية (خلف أغنية Starship «بنينا هذه المدينة») على مخطط بيلبورد هوت 100 في الولايات المتحدة، على الرغم من أنها وصلت إلى قمة مخطط بيلبورد توب روك المسارات.
ساعدت الأغنية، جنبًا إلى جنب مع أغنية ثيم ميامى فايس لجان هامر، ألبوم ميامي فايس الموسيقى التصويرية في الوصول إلى صدارة مخطط بيلبورد 200 لمدة 11 أسبوعًا في عام 1985، مما يجعلها الألبوم الأكثر مبيعًا لهذا العام.  أجرى فراي هذه الأغنية على الهواء مباشرة أثناء قيامه بجولة مع النسور حتى عام 2005. يمكن العثور على نسخة من النسور وهم يؤدون الأغنية على جولة الوداع الأولى: مباشرة من ملبورن صدر دي في دي في ذلك العام.

## تاريخ
ظهرت الأغنية في حلقة ميامي فايس "Prodigal Son" وكُتبت خصيصًا لها.

## إنتاج
تم أداء جميع الآلات بواسطة فراى باستثناء جزء الساكسفون الذي لعبه موسيقي الاستوديو بيل بيرغمان، بالإضافة إلى مسار الطبل الذي قام به عازف الطبول فراى منذ فترة طويلة، ميخائيل هيوي. تم تسجيل الأغنية في استوديوهات فول أون ذا هيل، مدينة نيويورك، في نهاية عام 1984. كان المركب المستخدم في هذه الأغنية هو Yamaha DX7.

## أغنية مصورة
في بداية الفيديو، يتم عزف ملاحظات مقدمة الساكسفون بينما يجلس فراي (الذي لا يغني خلال الفيديو بأكمله) في شقته في نيويورك، ينظر من النافذة ويدخن. في مكان آخر، امرأة تستعد في المنزل لقضاء ليلة في المدينة. هي كانت تشاهد مسلسل ميامى فايس على شاشة التلفاز، كان ميامى فايس يظهر في كل مرة يظهر فيها التلفزيون في الفيديو. يغادر فراي الشقة ويتجول في شوارع المدينة، وتتخلل رحلته مشاهد تمثل الحياة الليلية والثقافة في نيويورك. يتقاطع مع المرأة عندما كادت سيارة الأجرة التي كانت تستقلها تدهسه. في وقت لاحق، التقيا مرة أخرى عندما رأتها فراي من نافذة حانة، ثم دخلت. تراه ويراقبها وهي تتجاهل تقدم رجل آخر لكنه لا يتحرك للاقتراب منها بنفسه. أخيرًا، استيقظ للمغادرة، لكن المرأة أدركته وهو يركب سيارة أجرة وقرروا العودة إلى مكانها معًا. ينتقل الفيديو بعد ذلك إلى فراي تاركة منزلها الشاهق في صباح اليوم التالي. في اللقطة الأخيرة من الفيديو، يحدق فراي في مشهد لمدينة نيويورك من متنزه كارل شورز بينما يرمي سيجارة في النهر الشرقي.
يوجد نسختان من الفيديو: أحدهما مع لقطات من ميامى فايس والأخرى بدونها.

## روابط خارجية
- كلمات «أنت تنتمي إلى المدينة»
- كلمات الأغنية الكاملة على مترولايركس